# Eristalinus haplops
Eristalinus haplops är en tvåvingeart som först beskrevs av Christian Rudolph Wilhelm Wiedemann 1830.  Eristalinus haplops ingår i släktet slamflugor, och familjen blomflugor. Inga underarter finns listade i Catalogue of Life.